# Calamuchita (departement)
Calamuchita is een departement in de Argentijnse provincie Córdoba. Het departement (Spaans:  departamento) heeft een oppervlakte van 4.642 km² en telt 45.418 inwoners.

## Plaatsen in departement Calamuchita
- Amboy
- Calmayo
- Cañada del Sauce
- Embalse
- La Cruz
- Las Bajadas
- Las Caleras
- Los Cóndores
- Los Molinos
- Los Reartes
- Lutti
- Río de Los Sauces
- San Agustín
- San Ignacio
- Santa Rosa de Calamuchita
- Segunda Usina
- Villa Amancay
- Villa Ciudad América
- Villa Ciudad Parque Los Reartes
- Villa del Dique
- Villa General Belgrano
- Villa Quillinzo
- Villa Rumipal
- Villa Yacanto (Yacanto de Calamuchita)